# Cercle Brugge KSV
Cercle Brugge Koninklijke Sportvereniging este un club de fotbal din Bruges, Belgia, care evoluează în Prima Ligă Belgiană. Echipa susține meciurile de acasă pe Stadionul Jan Breydel, ce are o capacitate de 29.945 de locuri.

## Palmares
- Jupiler League
  - Campioană (3): 1910–11, 1926–27, 1929–30
- Divizia Secundă Belgiană
  - Campioană (5): 1937–38, 1970–71, 1978–79, 2002–03, 2017–18
- Cupa Belgiei
  - Câștigătoare (2): 1926–27, 1984–85
  - Finalistă (5): 1912–13, 1985–86, 1995–96, 2009–10, 2012–13
- Supercupa Belgiei
  - Finalistă (2): 1985, 1996

## Cercle Brugge în Europa
| Sezon   | Competitie             | Runda                 | Tara     | Club                 | Acasa | Deplasare | Total |
| ------- | ---------------------- | --------------------- | -------- | -------------------- | ----- | --------- | ----- |
| 1985/86 | Cupa Cupelor           | Turul întâi           | Germania | Dynamo Dresden       | 3-2   | 1-2       | 4-4   |
| 1996/97 | Cupa Cupelor           | Turul întâi           | Norvegia | SK Brann             | 3-2   | 0-4       | 3-6   |
| 2010/11 | UEFA Europa League     | Turul doi preliminar  | Finlanda | Turun Palloseura     | 0-1   | 1-2       | 2-2   |
| 2010/11 | UEFA Europa League     | Turul trei preliminar | Cipru    | Anorthosis Famagusta | 1-0   | 1-3       | 2-3   |
| 2024/25 | UEFA Europa League     | Turul doi preliminar  | Scoția   | Kilmarnock FC        | 1-1   | 1-0       | 2-1   |
| 2024/25 | UEFA Europa League     | Turul trei preliminar | Norvegia | Molde FK             | 1-0   | 0-3       | 1-3   |
| 2024/25 | UEFA Conference League | Runda play-off        | Polonia  | Wisła Kraków         | 6-1   | 1-4       | 7-5   |